# Manihot jolyana
Manihot jolyana är en törelväxtart som beskrevs av Neusa Diniz da Cruz. Manihot jolyana ingår i släktet Manihot och familjen törelväxter. Inga underarter finns listade i Catalogue of Life.